# 剑川韭
剑川韭（学名：Allium chienchuanense）为葱科葱属的植物，是中国的特有植物。分布于中国大陆的云南省等地，生长于海拔3,150米的地区，多生长于潮湿肥沃的沟边，目前尚未由人工引种栽培。